# Los Angeles Convention Center

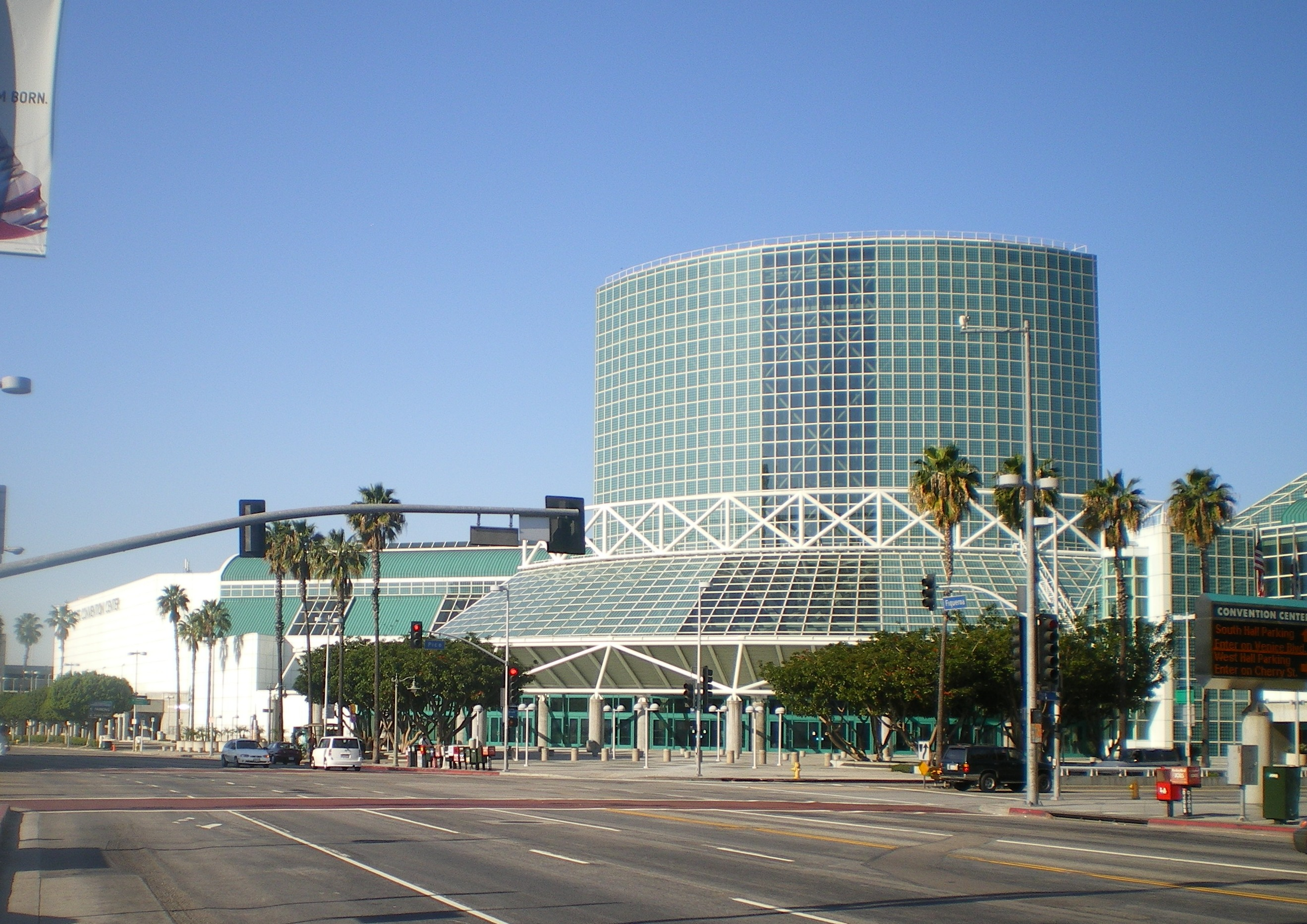
Los Angeles Convention Center, 2008

Los Angeles Convention Center (LACC) är en mässhall i centrala Los Angeles, Kalifornien. Den började byggas 1969, öppnades 1971 och har en total yta på 67 000 m2.
LACC står värd för årligt återkommande evenemang, exempelvis LA Auto Show, Anime Expo, samt datorspelsmässan Electronic Entertainment Expo, även känd som E3. 
Byggnaden förekommer också i flera tv-program och filmer. Bland annat spelades Starship Troopers och Rush Hour in där.   